# Lista de jornais em Cuba
Esta é uma lista de jornais em Cuba . Embora a mídia cubana seja controlada pelo Estado por meio de leis de propaganda, os jornais nacionais de Cuba não são publicados diretamente pelo Estado, mas sim por várias organizações políticas cubanas com aprovação oficial. Existem vários novos jornais on-line independentes, baseados principalmente fora de Cuba Mídia digital independente em Cuba, mas principalmente essa mídia independente é financiada pelo governo dos EUA por meio do NED ou de outras organizações ou, em alguns casos, de outros governos .

## Jornais nacionais
- Granma — publicado pelo Partido Comunista de Cuba
- Juventud Rebelde — publicado pela União dos Jovens Comunistas [4]
- Trabajadores — publicado pelo Centro de Trabalhadores Cubanos [4]
- Kwong Wah Po 光华报 (língua chinesa; estabelecido como La voz de los obreros y campesinos em 1928) [5]

## Jornais regionais
- 5 de Septiembre — Cienfuegos
- Adelante — Camagüey[4]
- Ahora — Holguín [4]
- El Habanero[4][6]
- Escambray — Sancti Spíritus [4]
- Guerrillero — Pinar del Río [4]
- Girón - Matanzas
- Invasor - Ciego de Ávila
- La Demajagua - Granma
- Periódico 26 — Las Tunas [4]
- Sierra Maestra — Santiago de Cuba [4]
- Tribuna de La Habana — Havana [4]
- Vanguardia — Santa Clara [4]
- Venceremos — Guantánamo Venceremos (jornal)

## Extintos
- Gaceta de La Habana (est. 1764)
- Papel Periódico de La Habana [es] (est. 1790)[7]
- El Regañón (est. 1800)[7]
- El Lince (est. 1811)[8]
- El Habanero (est.1824)
- El Aurora (est. 1828)
- El Boletín Rotario de Jatibonico [es]
- Diario de la Marina (1832-1961)
- La Voz del Pueblo Cubano (est. 1852)[7]
- Correo de la Tarde (La Habana) [es] (1857-1858)
- El Eco de Galicia (La Habana) [es] (1878-1902)
- El Cubano Libre (est. 1868)
- El Dia[9]
- El Diablo Cojuelo (est. 1869)
- La Lucha[9]
- La Discusión (est.1889)[10]
- Havana Post[11]
- El Eco Montañés [es][12]
- Havana Daily Telegraph[11]
- Havana Evening News[9]
- Havaner lebn
- El Heraldo de Cuba[9]
- La Nacion[9]
- La Noche[9]
- La Prensa[9]
- El Triunfo[9]
- Adelante
- Atenas
- Mañana
- Avance
- Hoy (est. 1938)[13]
- Ecos de Jatibonico [es] (est. 1958)
- Kubaner Idish Wort
- Lunes de Revolución [es] (1959-1961)
- El Mundo (1901-1969)[11][14]
- Patria
- El Veguero Libre [es] (1945-1959)
- Prensa Libre (Cuba), 1941-1961
- Revolución (1959-1965), "official Castro newspaper" until it merged with Hoy to form Granma[13]

## Arquivos de jornais históricos
- Edições de arquivo do Diario de la Marina da Biblioteca Digital do Caribe